# Жемчужниковы
Жемчу́жниковы — русские дворянские роды.
Родоначальник был Василий Терентьевич (Богданович) Жемчужников — воевода в Вятке (1616). Его потомки были стольниками и стряпчими. Михаил Николаевич — сенатор (умер в 1865). Его сын, Алексей Михайлович — известный поэт. Род Жемчужниковых внесён в VI часть родословных книг Орловской и Калужской губерний.
Есть ещё два рода Жемчужниковых, более позднего происхождения.

## Описание герба
Щит разделён на три части, из них в первой части, в голубом поле, изображена выходящая из облака рука в серебряных латах, держащая меч (польский герб Малая Погоня). Во второй части, в красном поле, три ядра натурального цвета, а в нижней пространной части в серебряном поле лисица, бегущая в правую сторону, у неё во рту находится ветвь.
Щит увенчан дворянскими шлемом и короной. Нашлемник: три страусовых пера. Намёт на щите голубой и красный, подложенный серебром. Герб рода Жемчужниковых внесён в Часть 10 Общего гербовника дворянских родов Всероссийской империи, стр. 94.

## Буда-Жемчужниковы
Именным указом Императора Александра II, данным Правительствующему Сенату 18 ноября 1879 года, повелено, согласно прошению отставного титулярного советника Николая Жемчужникова, родовые недвижимые его имения, состоящие в Мглинском уезде, Черниговской губернии, обратить в одно заповедное по общим правилам о заповедных наследственных имениях и с наложением на них повсеместного запрещения. Определением Правительствующего Сената, 28 января 1880 года, дозволено отставному титулярному советнику Николаю Жемчужникову прибавить к своей фамилии название главного имения, вошедшего в состав заповедного, «Буда» и именоваться ему и тому из его родовичей, кто унаследует его заповедное имение, Буда-Жемчужниковым, и включить в родовой его герб единорога из герба графов Перовских, от которых он происходит по женской линии, а также и девиз.

#### Описание герба
Щит полупересечён и рассечён. Первая часть рассечена и содержит в правом, лазоревом поле выходящую из серебряного облака с правой стороны руку в серебряных латах, держащую серебряный изогнутый меч. В левом, червлёном поле, три золотых ядра (1 и 2). Во второй, серебряной части, червлёная лисица, обращённая вправо, держит во рту зелёную масличную ветвь. Третья (левая) часть рассечена на чёрное и золотое поля, в ней изображен скачущий единорог переменных с полями цветов, с червлёными глазами, рогом, языком и копытами (изм. польский герб Боньча).
Над щитом два дворянских коронованных шлема. Нашлемники: правого шлема — три страусовых пера, из коих среднее — серебряное, второе — лазоревое, третье — червлёное; левого шлема — встающий единорог, рассеченный вертикально на золотой и чёрный цвета, с червлёными глазами, языком, рогом и копытами. Намёты: справа — лазоревый с серебром, слева — чёрный с золотом. Щитодержатели: два единорога, вертикально рассечённые на золотой и чёрные цвета, с червлеными глазами, языками, рогами и копытами. Девиз: <<Veritate, amore, honore>> серебряными буквами на синей ленте. Герб Буда-Жемчужникова внесён в Часть 13 Общего гербовника дворянских родов Всероссийской империи, стр. 51.

## Известные представители
- Жемчужников Василий Богданович — воевода в Вятке (1615-1616).
- Жемчужников Игнатий Афанасьевич — Серпейский городовой дворянин (1627).
- Жемчужников Филипп Иванович — воевода в Серпейске (1637-1639).
- Жемчужников Иван Прокофьевич — московский дворянин (1640-1658).
- Жемчужников Тимофей — воевода в Тарусе (1664-1665).
- Жемчужников Никита — воевода в Мосальске (1665).
- Жемчужников Фёдор Леонтьевич — стряпчий (1692).
- Жемчужниковы: Павел и Леонтий Игнатьевичи, Карп и Тимофей Ивановичи. Тимофей — московские дворяне (1678-1692).
- Жемчужников Павел Алексеевич — стольник (1692).
- Жемчужников Андрей Тимофеевич — стольник царицы Натальи Кирилловны (1692).[2][3].
- Жемчужников, Михаил Николаевич (1788—1865) — сенатор, действительный тайный советник, губернатор Костромской и Санкт-Петербургской губернии, жена — Ольга Алексеевна Перовская (1798—1833); отец братьев Жемчужниковых (соавторов Козьмы Пруткова):
  - Жемчужников, Алексей Михайлович (1821—1908) — русский лирический поэт, сатирик и юморист.
  - Николай Михайлович Буда-Жемчужников (1824—1909) — чиновник Министерства иностранных дел
  - Жемчужников, Александр Михайлович (1826—1896) — русский поэт
  - Жемчужников, Лев Михайлович (1828—1912) — российский и украинский гравёр и живописец
  - Жемчужников, Владимир Михайлович (1830—1884) — русский поэт
- Жемчужников, Степан Васильевич  (около 1733—после 1798) — русский генерал-лейтенант флота, главный командир казанской адмиралтейской конторы.
  - Жемчужников, Аполлон Степанович (1764—1840) — русский генерал, участник войн с Наполеоном и Туркестанских походов
    - Жемчужников, Аполлон Аполлонович (1798—1848) — русский генерал, участник Туркестанских походов
    - Жемчужников, Антон Аполлонович (1800—1873) — декабрист.
- Жемчужников, Аполлон Александрович (1839—1891) — земский деятель и журналист.
- Жемчужников, Лука Ильич(1783—1857) — карточный игрок, ростовщик, гвардии полковник, кредитор А.С. Пушкина.
- Жемчужников, Юрий Аполлонович (1885—1957) — российский геолог